# Asyneuma persicum
Asyneuma persicum là loài thực vật có hoa trong họ Hoa chuông. Loài này được (A.DC.) Bornm. mô tả khoa học đầu tiên năm 1921.